# Fly International Luxurious Art
Fly International Luxurious Art è il sesto album in studio del rapper statunitense Raekwon, pubblicato nel 2015.

## Tracce
1. Intro – 1:09
2. 4 in the Morning (featuring Ghostface Killah) – 3:21
3. I Got Money (featuring A$AP Rocky) – 3:21
4. Wall to Wall (featuring French Montana & Busta Rhymes) – 5:02
5. Heated Nights – 3:02
6. F.I.L.A. World (featuring 2 Chainz) – 4:21
7. 1,2, 1,2 (featuring Snoop Dogg) – 3:20
8. Live to Die – 3:12
9. Soundboy Kill It (featuring Melanie Fiona & Assassin) – 3:07
10. Revory (Wraith) (featuring Rick Ross & Ghostface Killah) – 3:24
11. All About You (featuring Estelle) – 3:25
12. Nautilus – 2:39
13. Worst Enemy (featuring Liz Rodrigues) – 3:43